# تعطیلات رسمی

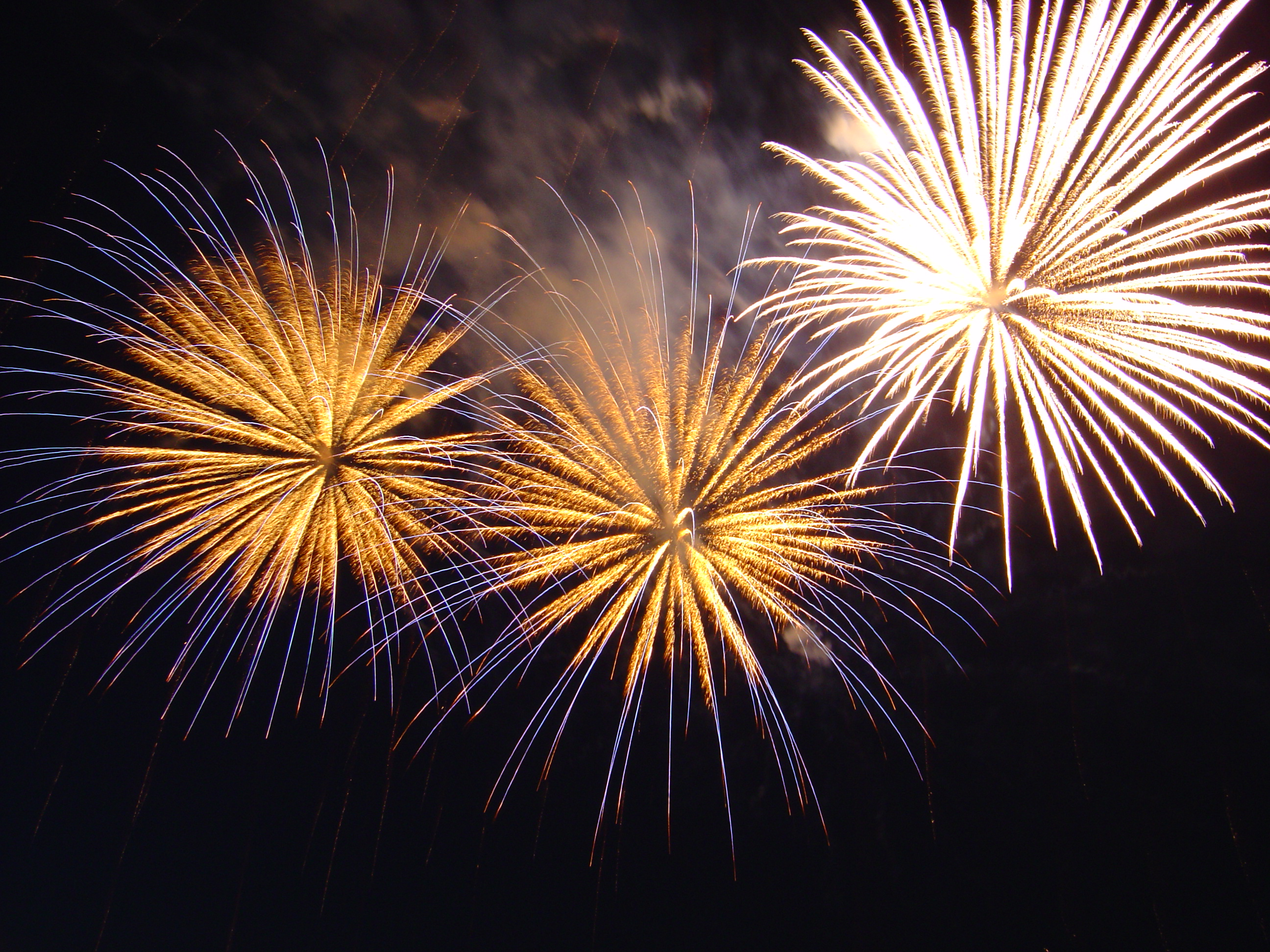
آتش بازی در شب تعطیل سال نوتهران

تعطیل رسمی، تعطیلات ملی یا تعطیلات عمومی روزهای تعطیلی هستند که عموماً توسط قانون تعیین شده‌اند تا یک روز غیر کاری در طول سال را مشخص کنند.

## تأثیرات
کارکرد اجتماعی اصلی تعطیلات عمومی، هماهنگ‌کردن اوقات فراغت است. این هماهنگی معضلاتی همچون ازدحام بیش از حد جمعیت برای استفاده از امکانات اوقات فراغت و سیستم‌های حمل و نقل را به همراه دارد و مزایایی همچون ایجاد مناسبت‌های اجتماعی ملی هم دارد.
تعطیلات رسمی بخش مهمی از ملت‌سازی است و به نمادهای مهم ملت اعتبار می‌بخشد. تعطیلی‌ها می‌توانند با هدف تقویت وحدت ملی، انسجام اجتماعی و هویت مردمی به کار گرفته شوند. این روزهای نمادین و سالانه فرصت‌هایی را برای دولت‌های ملی فراهم می‌کنند تا موقعیت کشور را تقویت کنند. سابین مارشال استدلال می‌کند که تعطیلات عمومی را می‌توان به عنوان مکان‌های خاطره در نظر گرفت، که بازنمایی‌های خاصی از رویدادهای تاریخی و قهرمانان ملی یا وقایع عمومی خاص را یادآوری می‌کند.

## تعطیلات رسمی بر اساس کشور
در برخی کشورها، قوانین ملی وجود دارد که کارفرما باید برای برخی یا همه تعطیلات رسمی حقوق افزونی بپردازد و در کشورهای دیگر، چنین قوانینی وجود ندارد. اگرچه بسیاری از شرکت‌ها روزهای مرخصی را دو دسته مرخصی با حقوق یا بدون حقوق تقسیم می‌کنند تا افراد روز تعطیل رسمی را بدون کسر از حقوق، مرخصی بگیرند.
تعطیلات رسمی کشورها با هم متفاوت هستند و ممکن است سالانه تغییر کنند. نپال با ۳۶ روز تعطیلات در سال، بیشترین تعطیلات رسمی را دارد. در این کشور ۶ روز کاری در هفته وجود دارد. هند با ۲۱ تعطیلات رسمی در رتبه دوم قرار دارد و پس از آن کشورهای کلمبیا و فیلیپین با ۱۸ تعطیلات و کشورهای چین و هنگ کنگ با ۱۷ تعطیلات رسمی در مقام‌های بعدی هستند. برخی از کشورها مانند کامبوج با هفته کاری شش روزه، تعطیلات بیشتری (۲۸ روز) برای جبران دارند.

## انتقادها
برخی از تعطیلات رسمی بحث‌برانگیز هستند. به عنوان مثال، در ایالات متحده یک تعطیلات فدرال به یاد کاشف کریستف کلمب وجود دارد که گفته می‌شود اروپائیان قاره آمریکا را در این روز کشف کردند. این امر منجر به اعتراض در رژه روز کلمب و درخواست برای تغییر تعطیلات عمومی شده‌است. برخی از ایالت‌ها این روز را به عنوان روز مردم بومی به جای روز کلمب پذیرفته‌اند. تعطیلات با سبقهٔ مذهبی نیز مورد نقد هستند؛ زیرا به سکولاریسم لطمه زده و در برابر آزادی دینی افراد تبعیض قائل می‌شوند.